# Lollfuß

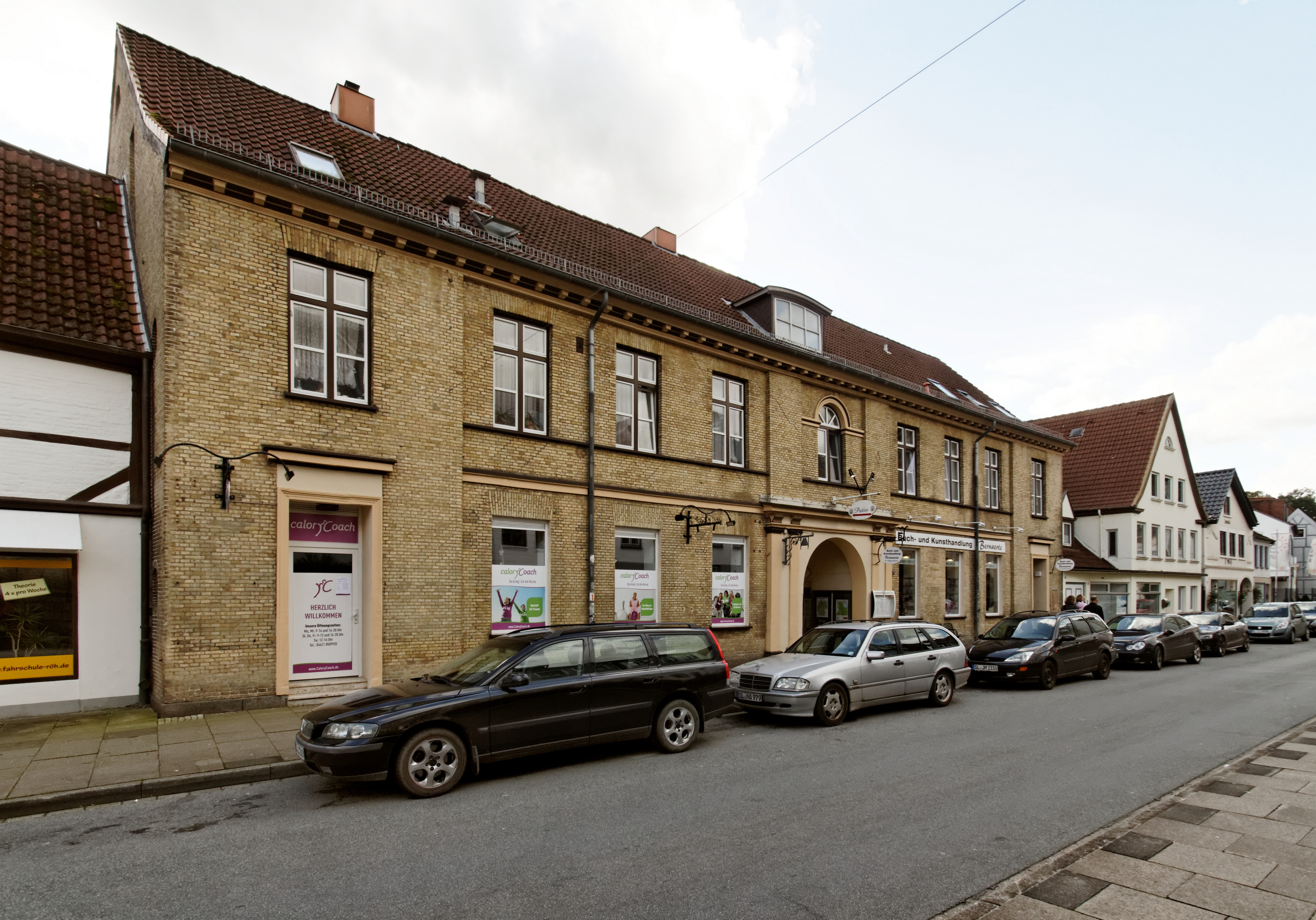
Wohn- und Geschäftshaus auf dem Lollfuß

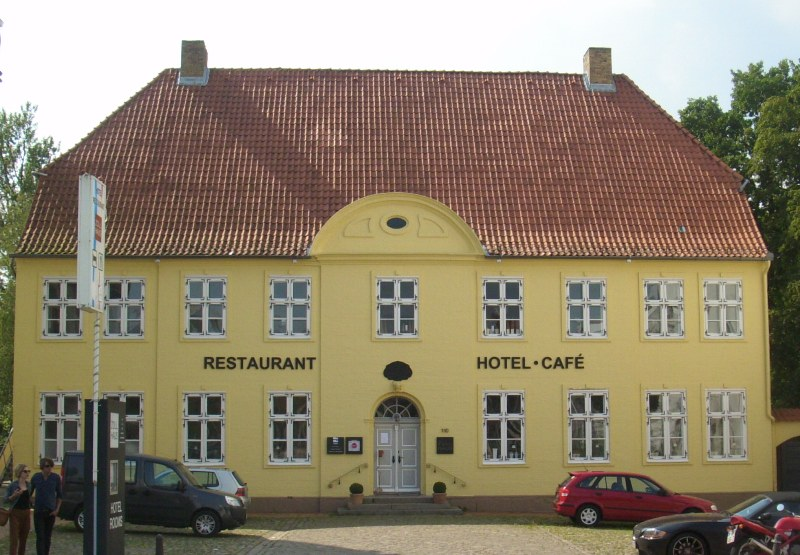
Das frühere Zollhaus

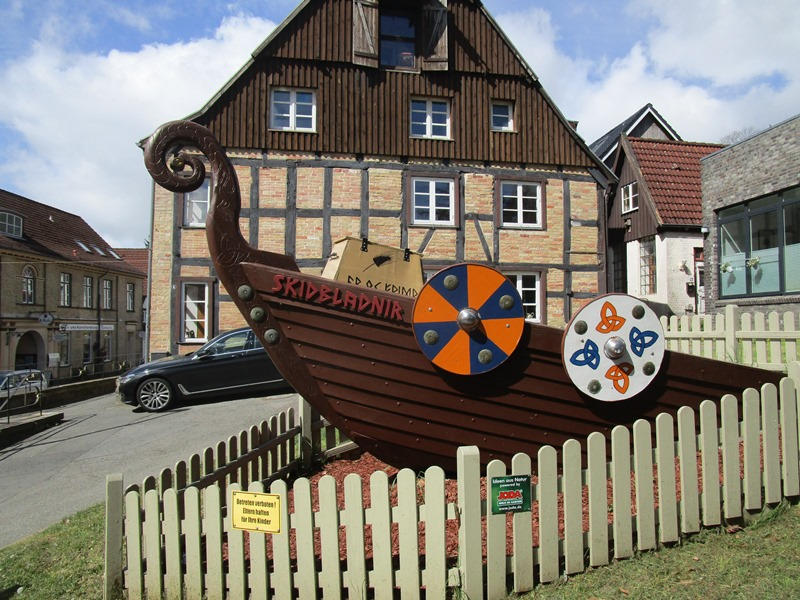
Darstellung des Gotterschiffes Skidbladnir (dän. Skidbladner) als Teil des Lollfußer Mythenpfades

Der Lollfuß (dänisch Lolfod) ist der Name einer Straße und eines Ortsteils der Stadt Schleswig. Der Ortsteil verbindet die Schleswiger Altstadt im Osten mit dem Schloss Gottorf im Westen. Im Süden grenzt er unmittelbar an die innere Schlei, im Norden an den Hesterberg (Hestebjerg).

## Geschichte
Die Siedlung bestand im 16. Jahrhundert zunächst nur aus einzelnen Gebäuden am Verbindungsweg zwischen Schleswig und Gottorf, wurde aber unter dem Einfluss des nahen Schlosses in den folgenden Jahrzehnten ausgebaut und entwickelte sich schließlich zu einer Vorstadt der angrenzenden Stadt Schleswig. Insbesondere Bedienstete, Handwerker und Künstler des nahen herzoglichen und später königlichen Hofes ließen sich auf dem Lollfuß nieder, aber auch höhere Hofbeamte siedelten sich hier – wie auch in Friedrichsberg – an. Im Jahr 1711 wurden schließlich Schleswig, Friedrichsberg und der Lollfuß mitsamt dem Hesterberg und den Hühnerhäusern zur kombinierten Stadt Schleswig zusammengeschlossen. Der Domziegelhof stand zunächst noch unter Verwaltung des Domkapitels, kam 1737 aber auch unter die Verwaltung der Stadt. Der Lollfuß wurde so zum siebten Quartier der Schleistadt. Die Bindung zum Hof blieb jedoch auch in der Zeit nach dem Zusammenschluss mit der Stadt Schleswig bestehen. Nach dem Deutsch-Dänischen Krieg (1864) kam der Lollfuß erstmals unter deutsche/preußische Herrschaft (ab 1867 bis 1945 preußische Provinz Schleswig-Holstein).
Im Laufe des 17. Jahrhunderts entstanden auf dem Lollfuß zahlreiche repräsentative Bürgerhäuser, die oftmals durch niederländisch geprägte Barockfassaden gekennzeichnet waren. Auch das Stadttheater befand sich bis zu seinem Abriss 2014 im Lollfuß. Noch heute finden sich das Amtsgericht im Heespenhof, das alte Zollhaus und das dänische Kulturzentrum Slesvighus im Lollfuß. Die Lollfußtreppe führt auf den angrenzenden Hesterberg hinauf. Unweit des Lollfußes auf dem Michaelisberg befand sich die frühere Michaeliskirche, zu dessen Kirchspiel (Michaelis Sogn) der Lollfuß gehörte. Die Kirche war die einzige Rundkirche der schleswigschen Region, ehe sie 1870 einstürzte und 1871 schließlich ganz abgebrochen wurde.
Seit 2016 wurden als Teil eines Kulturprojektes mehrere Stationen im Lollfuß mit Verweisen zur nordischen Mythologie geschaffen.

## Namensgebung
Die Herkunft des Namens Lollfuß ist nicht abschließend geklärt. Das Präfix Loll- könnte mit altnordisch lā (jütländisch lo) in Verbindung stehen, welches Strandwasser bzw. eine Wasserrinne an einem Küsten- oder Strandabschnitt beschreibt (vgl. Lolland). Entsprechend wird der Name mit von den Höhen herabfließenden Quellen (Lollen) beschrieben. Herangezogen wurden auch Verweise auf den germanischen Gott Lollus und auf den katholischen Heiligen Lullus. Der zweite Bestandteil -fuß verweist auf das frühere Aussehen des zwischen der Schlei und dem früher mit der Schlei verbundenen offenen Burgsee gelegenen Lollfuß als fußförmige Halbinsel. 
Auch in Wesselburen existiert eine Straße namens Lollfuß. 